# Vígľaš
Vígľaš – wieś (obec) na Słowacji położona w kraju bańskobystrzyckim, w powiecie Detva. Pierwsze wzmianki o miejscowości pochodzą z roku 1393. 
Według danych z dnia 31 grudnia 2012, wieś zamieszkiwało 1670 osób, w tym 877 kobiet i 793 mężczyzn.
W 2001 roku rozkład populacji względem narodowości i przynależności etnicznej wyglądał następująco:
- Słowacy – 97,13%
- Czesi – 0,55%
- Romowie – 1,16%
- Węgrzy – 0,12%.

Ze względu na wyznawaną religię struktura mieszkańców kształtowała się w 2001 roku następująco:
- Katolicy rzymscy – 80,5%
- Grekokatolicy – 0,06%
- Ewangelicy – 8,01%
- Prawosławni – 0,12%
- Husyci – 0,12%
- Ateiści – 7,89%
- Przedstawiciele innych wyznań – 0,06%
- Nie podano – 3,12%.